# Radio Orion
Radio Orion est une radio associative de proximité (catégorie A) diffusant un programme généraliste centré sur l'agglomération bergeracoise. Son studio est situé rue du Tounet à Bergerac.
C'est en 1989 qu'est fondée l'association Orion Loisirs et Cultures, à l'instigation d'André Dubois, un passionné de communication. L'association se limite dans un premier temps à des animations culturelles (pièces de théâtre et spectacles) mais l'idée de lancer un nouveau média à Bergerac ne tarde pas à germer dans l'esprit de son président, qui entame des démarches en ce sens. Un dossier de candidature est soumis au CSA, qui entérine cette proposition et accorde une fréquence (87,6 MHz) à la nouvelle radio associative au printemps 1992. Le 2 juillet à minuit, Radio Orion commence ainsi à diffuser ses programmes sur l'agglomération bergeracoise. 
La grille des programmes s'étoffe au fil du temps, passant de 43 heures hebdomadaires à 96 heures en l'espace de quelques mois (24 heures sur 24 actuellement). En 1997, la fréquence de Radio Orion est renouvelée par le CSA. Cependant des dissensions au sein de l'équipe ne tardent pas à se faire jour, causant la dissolution du conseil d'administration au mois d'août 1998. La radio fonctionne pendant quelque temps au ralenti, proposant un programme réduit jusqu'à ce qu'une nouvelle équipe soit composée en 1999. Cette même année, le studio de la radio est transféré à Rouffignac-de-Sigoulès. Il y reste jusqu'à l'automne 2001, où de nouveaux locaux sont acquis à Bergerac même.
Pas moins d'une trentaine de bénévoles s'affairent afin de faire vivre la radio. La grille des programmes laisse une grande place aux informations de proximité, que ce soit sous la forme de bulletins d'information, de chroniques ou de magazines. La radio s'implique dans la vie sociale de l'agglomération à travers des partenariats avec des centres sociaux et des associations caritatives, et permet à de nombreuses associations locales de s'exprimer. La radio s'implique également dans la promotion des traditions et de la culture périgourdine, laissant par ailleurs une certaine place à la langue occitane en sus du français.
Radio Orion est diffusée en modulation de fréquence sur Bergerac et sa proche région ainsi qu'en streaming sur internet.

## Fréquences
- Bergerac : 87,6 MHz